# Тахтаджян Армен Леонович
Тахтаджя́н Арме́н Лео́нович  (28 травня (10 червня) 1910, м. Шуші, Нагірно-Карабаська а. о. — 13 листопада 2009, Санкт-Петербург) — радянський ботанік, доктор біологічних наук, професор (з 1944), академік АН Вірменської РСР (з 1971), академік АН СРСР (з 1972).

## Біографія
Народився у містечку Шуші у родині вірменських інтелігентів. 1928 року після закінчення середньої школи в Тбілісі стає вільним слухачем біологічного факультету Ленінградського університету, на якому в той час викладав видатний ботанік В. Л. Комаров. В 1929 році поступає на біологічний факультет Єреванського університету, але через 2 роки поступає до Всесоюзного інституту субтропічних культур в Тбілісі. Навчання у цьому закладі він завершив у 1932 році.
У 1938—48 працював завідувачем кафедрою Єреванського університету, 1944—1948 — директором Ботанічного інституту АН Вірменської РСР, 1949—1961 — професор Ленінградського університету, з 1954 — зав. відділом, з 1976 — директор Ботанічного інституту ім. В. Л. Комарова АН СРСР. Основні праці А. Л. Тахтаджяна присвячені систематиці рослин, еволюційній морфології і філогенії вищих рослин, походженню квіткових рослин, фітогеографії, палеоботаніці. Створив школу морфологів і систематиків рослин, розробив власну філогенетичну систему квіткових рослин (система Тахтаджяна). Був президентом Всесоюзного ботанічного товариства (з 1973), Відділення ботаніки Міжнародного союзу біологічних наук (з 1975) і Міжнародної асоціації таксономії рослин (з 1975). Член багатьох іноземних Академій наук.

## Важливіші праці
- Об эволюционной гетерохронии признаков. [Архівовано 4 березня 2016 у Wayback Machine.] / Доклады АН Армянской ССР, 1946, т. 5 (3). С. 79-86.
- Морфологическая эволюция покрытосеменных. — М., 1948.
- Высшие растения, 1. — М.—Л., 1956.
- Die Evolution der Angiospermen. Jena, 1959(нім.)
- Основы эволюционной морфологии покрытосеменных. — М.—Л., 1964.
- Flowering plants: origin and dispersal. 1969(англ.)
- Происхождение и расселение цветковых растений. — Л., 1970.
- Evolution und Ausbreitung der Blütenpflanzen. Jena. 1973(нім.)
- A. L. Takhtajan: Floristic Regions of the World. Berkeley, 1986(англ.)
- A. L. Takhtajan: Evolutionary trends in flowering plants. Columbia Univ. Press, New York 1991(англ.)
- A. L. Takhtajan: Diversity and Classification of Flowering Plants. Columbia Univ. Press, New York 1997(англ.)
- Armen Takhtajan. Flowering Plants. Springer Verlag. 2009. 918 P.(англ.)

## Нагороди
Заслужений науковий діяч Вірменської РСР (з 1967) та РФ (з 1990), Герой Соціалістичної праці (з 1990). Нагороджений 2 орденами Трудового Червоного Прапора, орденом Дружби народів, медалями. Нагороджений премією ім. В. Л. Комарова АН СРСР (1969), Державною премією СРСР (1981).